# Janów Poleski (stacja kolejowa)
Janów Poleski (biał. Янаў Палескі Janau-Palieski; ros. Янов-Полесский, Janow Polesskij) – stacja kolejowa w miejscowości Janów, w rejonie janowskim, w obwodzie brzeskim, na Białorusi. Leży na linii Homel - Łuniniec - Żabinka.
Stacja istniała przed II wojną światową. Nosiła wówczas tę samą nazwę. Przedwojenna nazwa zachowała się po dziś dzień również w językach białoruskim i rosyjskim, mimo że nazwa miasta Janowa w obu językach jest inna - miasto po białorusku nazywa się Іванава (Iwanawa), a po rosyjsku Иваново (Iwanowo).
Dawniej Janów Poleski był również stacją krańcową linii wąskotorowych do Kamienia Koszyrskiego oraz do Iwacewiczów/Talechanów. Obie linie wąskotorowe obecnie nie istnieją (brak danych kiedy zostały one zlikwidowane).